# أوليفيا غورث
أوليفيا غورث (من مواليد 31 مايو 2002) هي لاعبة ألعاب قوى ألمانية، أصبحت بطلة أوروبا تحت 23 عامًا في سباق 3000 متر موانع  في عام 2023.
بفوزها جورث بالميدالية الذهبية في بطولة أوروبا لألعاب القوى تحت 23 عامًا 2023 في إسبو في يوليو 2023، سجلت وقتًا قياسيًا للبطولة بلغ 9:26.98 في سباق 3000 متر موانع للسيدات. وهي خامس امرأة ألمانية فقط في التاريخ تجري أقل من 9:30.00 لهذا الحدث.
تنافست في سباق 3000 متر موانع في بطولة العالم لألعاب القوى 2023 في بودابست، وتأهلت للنهائي مسجلة أفضل زمن شخصي لها قدره 9:24.28 في تصفياتها. في النهائي، حققت أيضًا أفضل زمن شخصي لها حيث احتلت المركز الرابع عشر في 9:20.08. ظهرت لأول مرة في دوري الماس في زيورخ في أغسطس 2023.
في مايو 2024، تم اختيارها للمشاركة في بطولة أوروبا لألعاب القوى 2024 في روما.